# Rainer Spang
Rainer Spang (* 27. Februar 1966 in Lüxem) ist ein deutscher Bioinformatiker.

## Leben
Spang wuchs in Lüxem auf. Er ist seit 2007 Professor für Bioinformatik an der Medizinischen Fakultät der Universität Regensburg. Er studierte Mathematik und Informatik an der Universität Bonn.
Zur Promotion (1999) ging er an das Deutsche Krebsforschungszentrum in Heidelberg in die Arbeitsgruppe von  Martin Vingron. Von 2001 bis 2006 war er Gruppenleiter am Max-Planck-Institut für Molekulare Genetik am Department von Martin Vingron.

## Wirken
Rainer Spang arbeitet an bioinformatischen Verfahren zur Aufklärung der molekularen Mechanismen von Krebserkrankungen.

## Schriften
- Mit Burkhard Hirsch, Michael Hummel, Stephan Bentink, Fariba Fouladi, Raphael Zollinger, Harald Stein und Horst Dürkop: CD30-induced signaling is absent in Hodgkin's cells but present in anaplastic large cell lymphoma cells, Am. J. Pathol. 2008 172 (2): 510–520, 2008
- Mit Denis Kostka: Microarray based diagnosis profits from better documentation of gene expression signatures PLoS Comp. Biol. 4:e22, 2008
- Mit Florian Markowetz: Inferring cellular networks - a review BMC Bioinformatics 8 (Suppl.6):S5, 2007
- Mit Michael Hummel, Stefan Bentink, Hilmar Berger, Wolfram Klapper, Swen Wessendorf, Thomas F.E. Barth, Heinz-Wolfram Bernd, Sergio B. Cogliatti, Judith Dierlamm, Alfred C. Feller, Martin-Leo Hansmann, Eugenia Haralambieva, Lana Harder, Dirk Hasenclever, Michael Kühn, Dido Lenze, Peter Lichter, Jose Ignacio Martin-Subero, Peter Möller, Hans-Konrad Müller-Hermelink, German Ott, Reza M. Parwaresch, Christiane Pott, Andreas Rosenwald, Maciej Rosolowski, Carsten Schwaenen, Benjamin Stürzenhofecker, Monika Szczepanowski, Heiko Trautmann, Hans-Heinrich Wacker, Markus Löffler, Lorenz Trümper, Harald Stein, und Reiner Siebert: A biologic definition of Burkitt's lymphoma from transcriptional and genomic profiling NEJM 354:2419-2430, 2006
- Mit Mike West, Carrie Blanchette, Holly Dressman, Erich Huang, Seiichi Ishida, Harry Zuzan, John A. Olson Jr., Jeffrey R. Marks, und Joseph R. Nevins: Predicting the clinical status of human breast cancer by using gene expression profiles PNAS 98:11462-11467, 2001